# (35270) Molinari
1996 RL (asteroide 35270) é um asteroide da cintura principal. Possui uma excentricidade de 0.24305260 e uma inclinação de 3.96058º.
Este asteroide foi descoberto no dia 7 de setembro de 1996 por Valter Giuliani e Paolo Chiavenna em Sormano.